# Homes del nord
Els homes del nord, en l'univers fictici de J.R.R. Tolkien de la novel·la El Senyor dels Anells, són part dels pobles Atani que en llur viatge cap a l'Oest, després de despertar a Hildórien, no varen arribar a Beleríand i s'assentaren a les terres entre les Muntanyes Boiroses i la Mar de Rhûn. Només una petita part de les seves hosts, ja dividides en tres cases, van creuar les Hithaeglir i les Ered Luin.

## Història
D'aquests Atani, o homes, només dues de les cases, la de Hàdor i la de Bëor, van romandre a l'est de les Muntanyes Boiroses, car la casa de Hàleth i els drúedain van continuar el viatge, van creuar a l'Oest i es van assentar, majoritàriament, a Eríador i al nord de les Muntanyes Blanques.
Segons Tolkien, el poble de Hàdor i el de Bëor s'havien assentat en costes oposades de la Mar de Rhûn, els primers als Boscs del Nord-est i els segons als turons del Sud-oest. Però així com la tercera casa, es van veure empesos a abandonar llurs llars a la Gran Mar Interior per la pressió d'altres pobles, que havien caigut sota l'Ombra de Mórgoth. Tots dos pobles van dirigir-se cap a l'Oest i una gran part de llurs hosts, però principalment els homes de Hàdor, no van creuar les Hitaeglir, tot quedant-se a les grans planes entre el Bosc Llobregós i el riu Carnen on entraren en contacte amb els nans. Anys més tard molts es van dirigir a habitar les terres del sud del Gran Bosc Verd, les terres entre els límits orientals del bosc i el riu Cèlduin i les Altes Valls de l'Ànduin. Durant tota la Primera Edat aquests homes van escampar tot de comunitats de pastors i agricultors per tot Rhovànion.
En la Segona Edat l'aliança amb els nans es fortificà quan els orcs van tornar als seus territoris, a l'est de les Muntanyes Boiroses, després de la caiguda de Mórgoth. Els homes del nord van proveir els nans de protecció, força militar i menjar, i els nans equiparen els homes amb armes de ferro i defenses militars. Quan en Sàuron, a mitjans de la Segona Edat, va assolar la regió aquesta aliança va afeblir-se i els homes del nord gairebé foren exterminats, els supervivents van retirar-se a les valls de les Muntanyes Boiroses i a les profunditats del Gran Bosc Verd, i a les valls del nord, on els Barbilongs encara resistien. Després de la derrota d'en Sàuron a la Guerra de l'Última Aliança, aquests pobles lentament varen tornar a poblar llurs antics territoris.
En la Tercera Edat foren coneguts pels elfs i nans com els homes lliures del nord, i van participar activament de la història de Rhovànion. D'aquests homes són descendents els següents pobles coneguts en la Tercera Edat:
- Els homes d'Èsgaroth i Vall, les històries dels quals es narren en una altra part.
- Els éothéod que posteriorment foren coneguts com a ròhirrim o homes de Ròhan, qui van tenir gran participació en les batalles de la Gorja d'en Helm i dels Camps de Pelènnor.
- Els beòrnides, el poble dels homes-ós que habitaren al límit centre oest del Bosc Llobregós i van tenir una important aparició en la història narrada a El hòbbit.
- Els homes del bosc, que van assentar-se a les profunditats centrals del Gran Bosc i durant molts segles protegiren aquella part del bosc de les incursions d'en Sàuron des de Dol Guldur.
- Els homes de Rhovànion, qui conformaren a mitjans de la Tercera Edat el regne de Rhovànion, principal aliat de Góndor en la guerra contra els aurigues i en la lluita entre parents.